# Club Penguin
Club Penguin – przeglądarkowa gra komputerowa z gatunku MMORPG wyprodukowana przez New Horizon Interactive (obecnie Club Penguin Entertainment). Do dyspozycji graczy oddano różne minigry, których akcja rozgrywała się w wirtualnym, zimowym świecie. Ich bohaterami były pingwiny. Club Penguin miał premierę 24 października 2005 i skupił wokół siebie znaczącą społeczność, liczącą do września 2011 roku około 150 milionów użytkowników. Sukces gry doprowadził w sierpniu 2007 roku do wykupienia New Horizon Entertainment przez The Walt Disney Company za 350 milionów dolarów.
30 stycznia 2017 administracja Club Penguin zapowiedziała wyłączenie serwerów gry, które nastąpiło 29 marca 2017. Jednocześnie ogłoszono, że w przygotowaniu jest nowa produkcja o nazwie Club Penguin Island.

## Club Penguin Island
Oficjalna kontynuacja pod tytułem "Club Penguin Island" wyszła 29 marca 2017 na Android i IOS, a następnie 30 listopada tego samego roku na systemy Windows i MacOS.
Gra nie była jednak dużym sukcesem, i już 27 września 2018 roku ogłoszono jej zamknięcie, które odbyło się 20 grudnia tego samego roku o godzinie 10:00 PST. 
Ostatnia aktualizacja wyszła 5 listopada 2018 (wersja 1.13.0) I wprowadziła możliwość grania offline. 
Obecnie nie istnieje żadna oficjalnie wspierana gra z serii Club Penguin